# Sekshon Pagá 2015
La Sekshon Pagá 2015 fue la edición número 89 de la Sekshon Pagá.

## Formato
Los diez equipos participantes jugarán entre sí todos contra todos dos veces, luego de esto los 6 primeros se clasificarán a los play-offs kaya 6, donde, una vez más volverán a jugar entre sí todos contra todos una sola vez, luego de esto los 4 primeros pasarán a jugar los play-offs kaya 4; en los play-offs kaya cuatro jugarán entre sí todos contra todos una vez, los dos primeros se clasificarán a la final donde el campeón y el subcampeón, de cumplir con los requisitos establecidos, podrían participar en el Campeonato de Clubes de la CFU 2016.

## Temporada regular
Actualizado el 30 de octubre de 2018.
| Pos. | Equipo                 | PJ | PG | PE | PP | GF | GC | DG  | Pts. | Clasificado a |
| ---- | ---------------------- | -- | -- | -- | -- | -- | -- | --- | ---- | ------------- |
| 1    | RKSV Centro Dominguito | 18 | 17 | 1  | 0  | 53 | 10 | +43 | 52   | Kaya 6        |
| 2    | CRKSV Jong Holland     | 18 | 11 | 4  | 1  | 27 | 18 | +9  | 37   | Kaya 6        |
| 3    | CSD Barber             | 18 | 11 | 3  | 4  | 51 | 26 | +25 | 36   | Kaya 6        |
| 4    | SV Victory Boys        | 18 | 10 | 3  | 5  | 32 | 14 | +18 | 33   | Kaya 6        |
| 5    | UNDEBA                 | 18 | 6  | 5  | 7  | 28 | 26 | +2  | 23   | Kaya 6        |
| 6    | SV Hubentut Fortuna    | 18 | 6  | 4  | 8  | 26 | 26 | 0   | 22   | Kaya 6        |
| 7    | SV SUBT                | 18 | 4  | 4  | 10 | 27 | 35 | -8  | 16   |               |
| 8    | RKSV Scherpenheuvel    | 18 | 1  | 9  | 8  | 13 | 27 | -14 | 12   |               |
| 9    | CRKSV Jong Colombia    | 18 | 3  | 2  | 13 | 19 | 56 | -37 | 11   |               |
| 10   | RKVFC Sithoc           | 18 | 2  | 3  | 13 | 15 | 49 | -34 | 9    | Descenso      |

## Kaya 6
Actualizado el 30 de abril de 2018.
| Pos. | Equipo                 | PJ | PG | PE | PP | GF | GC | DG | Pts. | Clasificado a |
| ---- | ---------------------- | -- | -- | -- | -- | -- | -- | -- | ---- | ------------- |
| 1    | RKSV Centro Dominguito | 5  | 2  | 3  | 0  | 5  | 2  | +3 | 9    | Kaya 4        |
| 2    | CSD Barber             | 5  | 2  | 2  | 1  | 11 | 7  | +4 | 8    | Kaya 4        |
| 3    | SV Victory Boys        | 5  | 2  | 2  | 1  | 7  | 8  | -1 | 8    | Kaya 4        |
| 4    | SV Hubentut Fortuna    | 5  | 1  | 3  | 1  | 8  | 7  | +1 | 6    | Kaya 4        |
| 5    | UNDEBA                 | 5  | 2  | 0  | 3  | 8  | 9  | -1 | 6    |               |
| 6    | CRKSV Jong Holland     | 5  | 0  | 2  | 3  | 4  | 10 | -6 | 2    |               |

## Kaya 4
Actualizado el 30 de abril de 2018.
| Pos. | Equipo                 | PJ | PG | PE | PP | GF | GC | DG | Pts. | Clasificado a                               |
| ---- | ---------------------- | -- | -- | -- | -- | -- | -- | -- | ---- | ------------------------------------------- |
| 1    | RKSV Centro Dominguito | 3  | 1  | 2  | 0  | 8  | 6  | +2 | 5    | Final y Campeonato de Clubes de la CFU 2016 |
| 2    | CSD Barber             | 3  | 1  | 2  | 0  | 6  | 4  | +2 | 5    | Final y Campeonato de Clubes de la CFU 2016 |
| 3    | SV Hubentut Fortuna    | 3  | 1  | 1  | 1  | 5  | 5  | 0  | 4    |                                             |
| 4    | SV Victory Boys        | 3  | 0  | 1  | 2  | 5  | 9  | -4 | 1    |                                             |

## Final
Actualizado el 30 de abril de 2018.
| Local                  | Marcador | Visitante  | Fecha         | Hora  | Estadio              |
| ---------------------- | -------- | ---------- | ------------- | ----- | -------------------- |
| RKSV Centro Dominguito | 4-2      | CSD Barber | 24 de octubre | 20:00 | Estadio Ergilio Hato |

| Sekshon Pagá 2015                |
| -------------------------------- |
| RKSV Centro Dominguito 4° Título |